# Огоста
 Тази статия е за реката.  За язовира вижте Огоста (язовир).  
Огоста (в Античността на латински Augusta, Аугуста) е река в Северозападна България, област Монтана и област Враца, десен приток на река Дунав. Дължината ѝ е 141,1 km, която ѝ отрежда 17-о място сред реките на България.

## Етимология на името
Името на реката датира от римско време. Първоначалното име е било Augusta (от лат. божествена, царствена), което на простонароден латински език е звучало като Огоста (Огуст, на румънски: Ogustul). Това име е заето от заселилите се славяни и запазено във времето без съществена промяна. В Тимарските описи от 80-те години на ХV век (1480 – 1490) е записано: 
| „ | Тимар на Хюсеин, гулям-и мир, сер-и аскер на Ивраджа. Владее го и участва във военните походи съгласно султански берат. Село Лефчева, (сега село Лехчево), спадащо към Ивраджа (сега Враца). В този случай неговата рая се изсели и обитава място наречено Огост: домакинства – 63, неженени – 5, мюсюлмани – 1, приход – 9266 (акчета). | “ |

## Географска характеристика

### Извор, течение, устие
За начало на река Огоста е приета Чипровска река с извори под връх Вража глава (1935 m) в Чипровска планина, на около 1760 m н.в. До село Белимел тече в североизточна посока в тясна долина, залесена предимно с широколистни гори.
След устието на левия ѝ приток Превалска река (Превалска Огоста) завива на югоизток и образува широка коритообразна долина, заета предимно от обработваеми земи. В този ѝ участък отдясно в нея се влива река Дългоделска Огоста. След нейното устие Огоста навлиза във втория по големина язовир в България – „Огоста“. Тук отдясно (в язовира) се вливат притоците ѝ Барата, Златица и Бързия. След изтичането си от язовира Огоста завива на североизток, преминава през град Монтана, приема отдясно водите на река Шугавица, а при град Бойчиновци – водите на десния си приток река Ботуня. След това реката навлиза в Дунавската равнина, като запазва североизточното си направление и тече в широка асиметрична долина – с по-стръмни десни брегове. В този участък в нея се влива само един по-голям приток – река Рибине (десен).
След село Хърлец, през Козлодуйската низина Огоста тече в общо коригирано с водозащитни диги корито заедно с най-големия си приток река Скът. Влива се отдясно в река Дунав на 685-и km на 27 m н.в.

### Водосборен басейн, притоци
Площта на водосборния басейн на Огоста е 3157,1 km2, а границите му са следните:
- на северозапад и север – с водосборните басейни на реките Лом и Цибрица;
- на изток, югоизток и юг – с водосборния басейн на река Искър;
- на югозапад – с водосборния басейн на река Нишава.

Списък на притоците на река Огоста. След името на реката е отбелязана нейната дължина и площ на водосборния ѝ басейн, а със стрелки → ляв приток ← десен приток:
- ← Малки Буковец
- ← Събрин дол
- → Биноврашки дол
- ← Парасински дол
- → Бабички дол
- → Превалска река (Превалска Огоста) 19 / 94
- ← Равнянска бара
- ← Дългоделска Огоста (Дългиделска Огоста) 29 / 249
- → Финдо
- ← Барата (влива се в язовир „Огоста“)
- ← Златица 25,6 / 117 (влива се в язовир „Огоста“)
- ← Туря бара (влива се в язовир „Огоста“)
- ← Бързия 35 / 241 (влива се в язовир „Огоста“)
- ← Шугавица 46 / 213
- → Бучка
- ← Ботуня 69 / 732

- ← Въртешница (Лева река) 38 / 292

- → Вировска река
- ← Рибине 47 / 269
- → Маданска бара
- ← Скът 134 / 1074

- → Бързина 37 / 244

### Хидроложки показатели
Средногодишният отток на реката при град Чипровци е 0,81 m3/s, а при станция Мизия – 25,40 m3/s. Максимумът е през пролетта (април-май), което се дължи на топенето на снежната покривка и пролетните дъждове, а минимумът през октомври. Данните за вътрешногодишното разпределение на речния отток са за периода 1950/1951 – 1982/1983 г.
| речен отток                     | I     | II    | III   | IV    | V     | VI    | VII   | VIII | IX    | X    | XI    | XII   | средногодишен |
| ------------------------------- | ----- | ----- | ----- | ----- | ----- | ----- | ----- | ---- | ----- | ---- | ----- | ----- | ------------- |
| количество (m3/s)               | 22,80 | 31,60 | 45,60 | 48,30 | 49,60 | 33,60 | 14,30 | 7,01 | 10,10 | 5,91 | 15,50 | 20,20 | 25,40         |
| количество (% от годишния обем) | 7,49  | 10,38 | 14,97 | 15,86 | 16,29 | 11,03 | 4,70  | 2,30 | 3,32  | 1,94 | 5,09  | 6,63  | 100,0         |

## Селища
По течението на реката са разположени 20 населени места, в т.ч. 4 града и 16 села:
- Област Монтана

- Община Чипровци – град Чипровци, с. Железна, с. Белимел
- Община Георги Дамяново – с. Гаврил Геново
- Община Монтана – град Монтана
- Община Бойчиновци – с. Ерден, град Бойчиновци, с. Портитовци, с. Владимирово, с. Лехчево, с. Бели брод

- Област Враца

- Община Хайредин – с. Михайлово, с. Манастирище, с. Хайредин
- Община Козлодуй – с. Крива бара, с. Бутан, с. Гложене, с. Хърлец
- Община Мизия – с. Софрониево, град Мизия.

## Стопанско значение, забележителности
Десният бряг в долното течение на реката е изграден от варовикови скали. Най-голям добив на варовик с много добро качество за строителни нужди и производство на плочи за облицовка се осъществява в кариерата край с. Манастирище. Добиваните огромни каменни блокове с плътна структура и включвания на черупки от миди се обработват в гр. Мездра за производството на облицовъчни плочи от т.нар. „бял врачански камък“. Наличието на характерни включвания от морски обитатели показва, че региона е бил морско дъно в далечното минало. Добив на камък по течението на реката за строителни нужди се извършва край с. Ерден, с. Владимирово, с. Михайлово и другаде. По течението на реката има места за добив на пясък и чакъл, инертни строителни материали задоволяващи предимно нуждите на региона.
В горното течение на реката, покрай левият ѝ бряг от Монтана до Белимел, на протежение от 23,9 km, преминава третокласен път № 102 от Държавната пътна мрежа Монтана – Белоградчик – Димово. От град Бойчиновци до село Гложене, покрай левият бряг на Огоста на протежение от 50,9 km преминава третокласен път № 101 от Държавната пътна мрежа Враца – Криводол – Бойчиновци – Гложене.
В горния басейн на Огоста има построени 4-ри ВЕЦ-а: „Лопушна“, „Чипровци“, „Кошарник“ и „Огоста“. В средното и долно течение на реката водите масово се използват за напояване.
Бреговете и водите на язовир „Огоста“ предлагат идеални условия за туризъм, отдих, риболов и водни спортове.
Между селата Железна и Белимел, на високия ляв бряг на реката е разположен Чипровският манастир.

## Други
На името на реката е наименуван морският нос Огоста на остров Ливингстън в Южните Шетлъндски острови край бреговете на Антарктика.

## Топографска карта
- Лист от карта K-34-12. Мащаб: 1 : 100 000.
- Лист от карта K-34-22. Мащаб: 1 : 100 000.
- Лист от карта K-34-23. Мащаб: 1 : 100 000.
- Лист от карта K-34-24. Мащаб: 1 : 100 000.